# Filip Uremović
Filip Uremović est un footballeur international croate né le 11 février 1997 à Požega. Il évolue au poste de défenseur central au Kawasaki Frontale.

## Biographie

### En club

#### HNK Cibalia (2015-2016)
Il commence sa carrière chez les pros au HNK Cibalia qui évolue actuellement dans le Druga HNL / 2.HNL. Il quitte le club après seulement une saison.

#### Dinamo Zagreb (2016-2018)
Il signe en 2016 dans un autre club croate, le Dinamo Zagreb qui évolue dans la Prva HNL. 
Il joue seulement un match sous ses nouvelles couleurs mais joue régulièrement avec le GNK Dinamo Zagreb Academy (l'équipe II).

#### NK Olimpija Ljubljana (2018)
Il rejoint pour une partie de la saison le NK Olimpija Ljubljana qui évolue dans la Prva liga.

#### Rubin Kazan (depuis 2018)
Le 1er juillet 2018, il signe un contrat allant jusqu'en juin 2024 au Rubin Kazan qui évolue dans la Premier-Liga.

#### Prêt à Sheffield United (2022)
Le 24 mars 2022, après la suspension de son contrat au Rubin Kazan en raison de l'invasion russe en Ukraine, Uremović est prêté jusqu'à la fin de la saison à Sheffield United en Championship. 

### En sélection
Avec les espoirs, il inscrit deux buts lors de l'année 2018 : tout d'abord en amical contre Saint-Marin en octobre 2018 (victoire 0-4), puis contre la France un mois plus tard, lors des éliminatoires de l'Euro espoirs 2019 (2-2).

## Palmarès
- Champion de Slovénie en 2018 avec l'Olimpija Ljubljana
- Vainqueur de la Coupe de Slovénie en 2018 avec l'Olimpija Ljubljana
- Vainqueur de la Coupe de Croatie en 2018 avec le Dinamo Zagreb
- Champion de Croatie de deuxième division en 2016 avec le HNK Cibalia